# Boucekelimus elongatus
Boucekelimus elongatus (лат.) — вид мелких хальциноидных наездников рода Boucekelimus из семейства Eulophidae. Австралия (Западная Австралия).

## Описание
Мелкие наездники, длина самок от 1,15 до 1,45 мм, длина самцов от 0,64 до 0,9 мм. Голова и грудь зеленоватые с бронзовым металлическим блеском. Дорзеллум коричневато-жёлтый. Брюшко коричневое. Мезосома плоская. Брюшко узкое, динное, ланцетовидное, в 1.8-2.8 раза длиннее головы вместе с грудью. Усики с 5 члениками между педицелем и булавой, членики недифференцированы на аннелюс и жгутик. Проподеум гладкий и блестящий. Усики располагаются очень низко, около края клипеуса. Выведены из галлов чайного дерева (род Melaleuca, семейство Миртовые).

## Систематика и этимология
Вид Boucekelimus elongatus был впервые описан в 2005 году австралийскими энтомологами Ил-Квон Кимом и Джоном Ла Салле (Il-Kwon Kim & John La Salle; CSIRO Entomology, Канберра, Австралия) под первоначальным названием Tetrastichus petiolatus Erdös, 1961. Таксон Boucekelimus elongatus включён в состав трибы Boucekelimini вместе с видом Tatiana mymaroides Kim & La Salle, 2005. Систематическое положение Boucekelimini в составе семейства Eulophidae остаётся неопределённым. Родовое название Boucekelimus дано в честь крупного британского гименоптеролога чешского происхождения Зденека Боучека (Zdenĕk Bouček, Ph.D., 1924—2011).